# Đường tỉnh 109
Đường tỉnh 109 hay tỉnh lộ 109, viết tắt ĐT.109 hay TL.109 là đường tỉnh ở huyện Mường La, tỉnh Sơn La.
Đường tỉnh 109 giảm đoạn cuối tuyến dài 3 km do điều chỉnh hướng tuyến để kết nối với nối với đường tỉnh 175B, huyện Mù Cang Chải, tỉnh Yên Bái.
Đường tỉnh 109 (Mường La – Ngọc Chiến – Mù Cang Chải) bắt đầu thị trấn Ít Ong tại Km 46+600, Quốc lộ 279D, huyện Mường La đến huyện Mù Cang Chải, tỉnh Yên Bái với chiều dài là 36 km.
Đường tỉnh 109 được đề cập đến trong các văn bản của tỉnh, là đường từ thị trấn Mường La đến xã Ngọc Chiến. Tại thị trấn Mường La đường nối vào đường tỉnh 106. Đường dài 40 km .
Theo bản đồ địa hình  và "Danh mục địa danh... Sơn La"  thì đường còn kéo dài sang huyện Mai Sơn. Đoạn này qua xã Chiềng Sung, tới Chiềng Chăn thì nối vào đường tỉnh 110 ở ngã ba bản Phương. Đoạn từ thị trấn Mường La tới xã Mường Bú là đường tỉnh 106, nhưng không rõ đoạn nối tới xã Chiềng Sung.